# Przełomowa Dolina Rzeki Wel
Przełomowa Dolina Rzeki Wel este o arie protejată (sit de importanță comunitară — SCI) din Polonia întinsă pe o suprafață de 1.259,68 ha, integral pe uscat.

## Localizare
Centrul sitului Przełomowa Dolina Rzeki Wel este situat la coordonatele 53°19′50″N 19°47′11″E / 53.3305°N 19.7865°E.

## Înființare
Situl Przełomowa Dolina Rzeki Wel a fost declarat sit de importanță comunitară în august 2007 pentru a proteja 1 specie de plante și 9 specii de animale.

## Biodiversitate
Situată în ecoregiunea continentală, aria protejată conține 15 habitate naturale: Ape puternic oligomezotrofe cu vegetație bentonică cu Chara spp., Lacuri eutrofice naturale cu vegetație de tip Magnopotamion sau Hydrocharition, Lacuri și iazuri distrofice naturale, Cursuri de apă de la nivel de câmpie la nivel montan, cu vegetație Ranunculion fluitantis și Callitricho-Batrachion, Pajiști uscate seminaturale și facies de acoperire cu tufișuri pe substraturi calcaroase (Festuco-Brometalia) (* situri importante pentru orhidee), Pajiști cu Molinia pe soluri calcaroase, turboase sau argilos-nămoloase (Molinion caeruleae), Liziere de ierburi înalte hidrofile de câmpie și de nivel montan până la alpin, Fânețe de joasă altitudine (Alopecurus pratensis, Sanguisorba officinalis), Turbării active, Mlaștini turboase de tranziție și turbării mișcătoare, Mlaștini alcaline, Păduri de stejar și carpen Galio-Carpinetum, Mlaștini împădurite, Păduri aluvionare cu Alnus glutinosa și Fraxinus excelsior (Alno-Padion, Alnion incanae, Salicion albae), Păduri mixte riverane de Quercus robur, Ulmus laevis și Ulmus minor, Fraxinus excelsior sau Fraxinus angustifolia, de-a lungul marilor râuri (Ulmenion minoris).
La baza desemnării sitului se află mai multe specii protejate:
- plante (1): Hamatocaulis vernicosus
- amfibieni (2): buhai de baltă cu burta roșie (Bombina bombina), triton cu creastă (Triturus cristatus)
- mamifere (2): castor (Castor fiber), vidră de râu (Lutra lutra)
- pești (5): zvârluga (Cobitis taenia), zglăvoacă (Cottus gobio), cicar (Lampetra planeri), țipar (Misgurnus fossilis), boarță (Rhodeus amarus)